# صيحة السماء (شيعة)
صيحة السماء هي إحدى العلامات عند الشيعة الإمامية التي تسبق ظهور محمد المهدي الإمام الأخير للأئمة الاثني عشر. حسب الحديث المنسوب لجعفر الصادق أنه قال: قَبْلَ قِيامِ الْقَائِمِ خَمْسُ عَلَامَاتٍ مَحْتُومَاتٍ: اليماني والسفياني والصيحة وقتل النفس الزكية والخسف بالبيداء.
يعتقد بعض مفسري الشيعة أن الصيحة هي صوت جبريل من السماء، وهي إحدى خمس علامات على ظهور محمد بن الحسن المهدي (المهدي حسب الشيعة الإمامية). حسب الروايات يمكن سماع الصوت من قريب وبعيد على حد سواء وتوقظ الناس النائمين، أنها رحمة للمؤمنين وعذاب للكافرين.

## زمنها
بحسب رواية لمحمد الباقر سيُسمَع هذا الصوت في رمضان قبل ظهور المهدي، وهناك رواية تشير إلى التزامن بين ظهور المهدي وصيحة السماء، واستنادا إلى رواية أخرى أنها ستحدث مساء الخميس الثالث والعشرين من رمضان.

## صيحة الشيطان
رُوى أيضًا أن هناك صيحة للشيطان بعد حدوث صيحة السماء، وهدفه التشكيك في صدق المهدي.